# Joseph-Grégoire Boùùaert
Joseph-Grégoire Boúúaert (Brugge, 1 maart 1881 - Vilvoorde, 30 juni 1948) was een Belgisch kunstschilder die gerekend wordt onder de leden van de Brugse School.

## Levensloop
Joseph Boúúaert was een zoon van kleermaker Auguste Boùùaert (1853-1934) en Julie De Cuyper (1853-1935). In 1899 kwam hij met zijn ouders in Brussel wonen. Hij trouwde in 1904 met Anna Pollet (1885-1931) en in 1934 met Maria Nelissen. Hij kreeg drie kinderen.
Vanaf 1895 tekende hij typische Brugse stadsgezichten. Hij ging van 1892 tot 1899 school lopen in de Academie voor Schone Kunsten Brugge en werkte op het atelier van de kunstschilder Edmond Van Hove. Vanaf 1899 en tot in 1904 studeerde hij verder aan de Kunstacademie in Brussel. Afgestudeerd, bekwaamde hij zich in toneeldecoratie, restaureren en kopiëren van oude schilderijen, steen- en koperdruk.
In 1909 verhuisde het echtpaar naar Rijsel en hij specialiseerde er zich in het schilderen van portretten. In 1914 werd hij soldaat en werd weldra krijgsgevangen genomen. Hij verbleef in de kampen van Senne (Bielefeld), Duderstadt en Göttingen en ontwikkelde er verder zijn schilders- en tekenvaardigheden. Ernstig ziek geworden, kwam hij in 1917 weer naar België. In 1918 vestigde hij zich in Vilvoorde en begon er aan een productieve loopbaan als schilder en als pedagoog. Hij richtte een teken- en schildercursus op, waar iedereen kosteloos kon op inschrijven.  Van 1938 tot 1946 was hij ook leraar kunstgeschiedenis aan de Nijverheids- en Handelsschool van Vilvoorde.
In de naoorlogse periode leverde hij verschillende schilderijen voor kerken in Mechelen en in Peutie. Hij tekende talrijke schilderachtige hoekjes van Vilvoorde. Hij schilderde ook talrijke portretten, vaak van familieleden.